# Saint-Jean-d'Angle
Saint-Jean-d'Angle är en kommun i departementet Charente-Maritime i regionen Nouvelle-Aquitaine i västra Frankrike. Kommunen ligger  i kantonen Saint-Agnant som ligger i arrondissementet Rochefort. År 2022 hade Saint-Jean-d'Angle 698 invånare.

## Befolkningsutveckling
Antalet invånare i kommunen Saint-Jean-d'Angle
Referens:INSEE